# Tzeltalia
Tzeltalia es un género de plantas en la familia de las Solanáceas con tres especies que se distribuyen por México y Guatemala.

## Especies
- Tzeltalia amphitricha (Bitter) E. Estrada & M. Martinez
- Tzeltalia calidaria (Standl. & Steyerm.) E. Estrada & M. Martinez
- Tzeltalia esenbeckii M.Martínez & O.Vargas